# Katie Stelmanis
Katie Austra Stelmanis (narozena 1985) je lotyšsko-kanadská zpěvačka momentálně působící v kanadském Torontu. Vyzkoušela si jak sólovou kariéru, tak i působení ve skupině, konkrétně ve skupině s názvem Austra.
Stelmanis samu sebe identifikuje jako queer osobu.

## Sólová kariéra
Ve svých 10 letech začala zpívat v Kanadském dětském operním sboru. Následně byla členkou kapely Galaxy společně s Mayou Postepski a Emmou McKennou.
Její debutové album, Join Us, vydal Blocks Recording Club, což je torontský umělecký kolektiv, který za dobu svého působení pomohl mnoha umělcům (Owen Pallett, Fucked Up a Bob Wiseman). Svůj první sólový singl, „Believe Me“, vydala 22. června 2009 pod labelem Loog Records a Vice Records.
V roce 2008 spolupracovala s kapelou Fucked Up na jejich albu The Chemistry of Common Life. Dále přispěla svými skladbami na kompilační alba Friends in Bellwoods a Friends in Bellwoods II.
V roce 2011 složila a nazpívala skladby „Your Loft My Acid“ a „Witchdance“ spolu s kapelou Death in Vegas.

## Vlivy
Katie Stelmanis se v interview s magazínem Interview svěřila, že „byla v dětství posedlá klasickou hudbou“. Jako své největší vlivy jmenovala skupiny Radiohead, Nine Inch Nails a Claude Debussy. Také se inspiruje operou, Chicago housem a Detroit technem.